# Synagoga Dydiego Bergera w Łodzi (ul. Piotrkowska 33)
Synagoga Dydiego Bergera w Łodzi – prywatny dom modlitwy znajdujący się w Łodzi przy ulicy Piotrkowskiej 33.
Synagoga została zbudowana w 1891 roku z inicjatywy Dydiego Bergera. Podczas II wojny światowej hitlerowcy zdewastowali synagogę.